# Рудник (Кировская область)
Рудник — деревня в Кильмезском районе Кировской области в составе Зимнякского сельского поселения.

## География
Расположена на расстоянии примерно 5 км по прямой на восток-северо-восток от райцентра поселка Кильмезь.

## История
Известна с 1873 года как починок с 21 двором и 132 жителями, в 1905 году здесь (уже деревня) дворов 49 и жителей 263, в 1926 году (Рудник, или Талый Ключ) 72 и 288, в 1950 году 48 и 163. В 1989 году в деревне проживало 42 человека.

## Население
Постоянное население составляло 23 человека (русские 78 %) в 2002 году, 14 в 2010 году.